# 부여 무량사 지장보살 및 시왕상 일괄
부여 무량사 지장보살 및 시왕상 일괄(扶餘 無量寺 地藏菩薩 및 十王像 一括)은 충청남도 부여군, 무량사 명부전에는 중앙 불단 위에 있는 불상이다. 2004년 4월 10일 충청남도의 유형문화재 제176호로 지정되었다.

## 개요
부여 무량사 명부전에는 중앙 불단 위의 지장보살(地藏菩薩)을 중심으로 그 측면에 무독귀왕(無毒鬼王)과 도명존자(道明尊者)의 삼존상이 있고 시왕(十王)이 각각 좌우에 5왕씩 대칭으로 모셔져 있다. 그 옆으로 판관(判官)과 사자(使者), 인왕(仁王) 등이 있다.
각기 다양한 모양의 존상들은 색채가 화려하고 옷에 새겨진 문양 등이 섬세하며 각기 17∼18세기에 유행했던 시대적 조각양식과 조선후기에 성행했던 명부신앙을 잘 보여주고 있는 바, 무량사의 불교유물들과 관련하여 생각해 볼 때 17세기 중엽에 조성된 것으로 추정되며 명부전의 모든 존상들을 잘 갖추고 있다.
무량사 명부전은 1872년 원열화상에 의하여 지금의 모습으로 창건되었으며, 전각 안에 모셔진 지장보살 및 시왕상 일괄은 종교적·학술적인 면과 불교미술사 연구를 위한 귀중한 자료이다. 

## 참고 자료
- 부여무량사지장보살및시왕상일괄 - 국가유산청 국가유산포털